# Даляхув
Даля́хув (пол. Dalachów) — деревня в Польше,  в Опольском воеводстве, в Олесненским повете, в  Гмине Рудники. Занимает площадь 7,5 км². Население 1295 человек (на 2004 год).

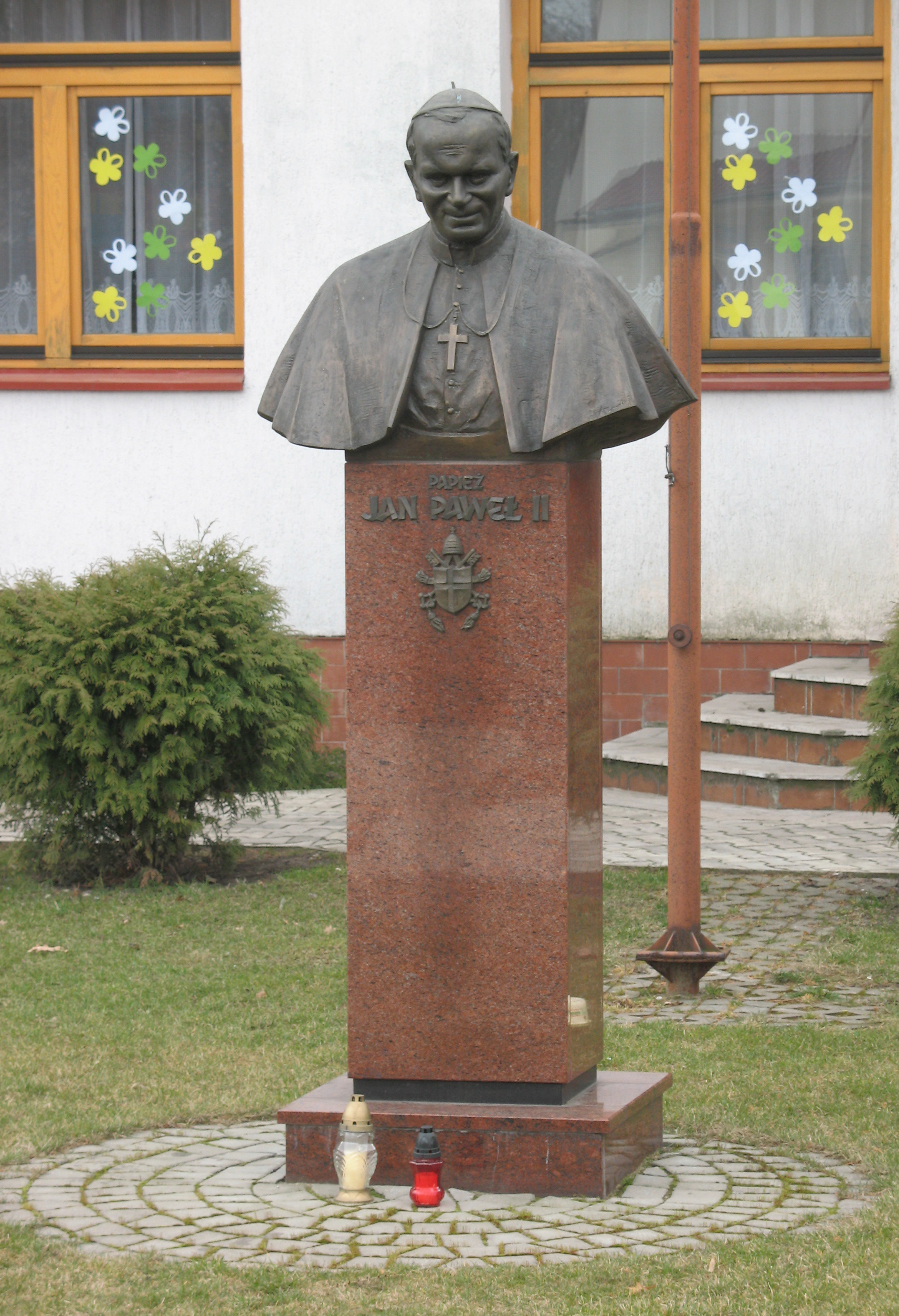
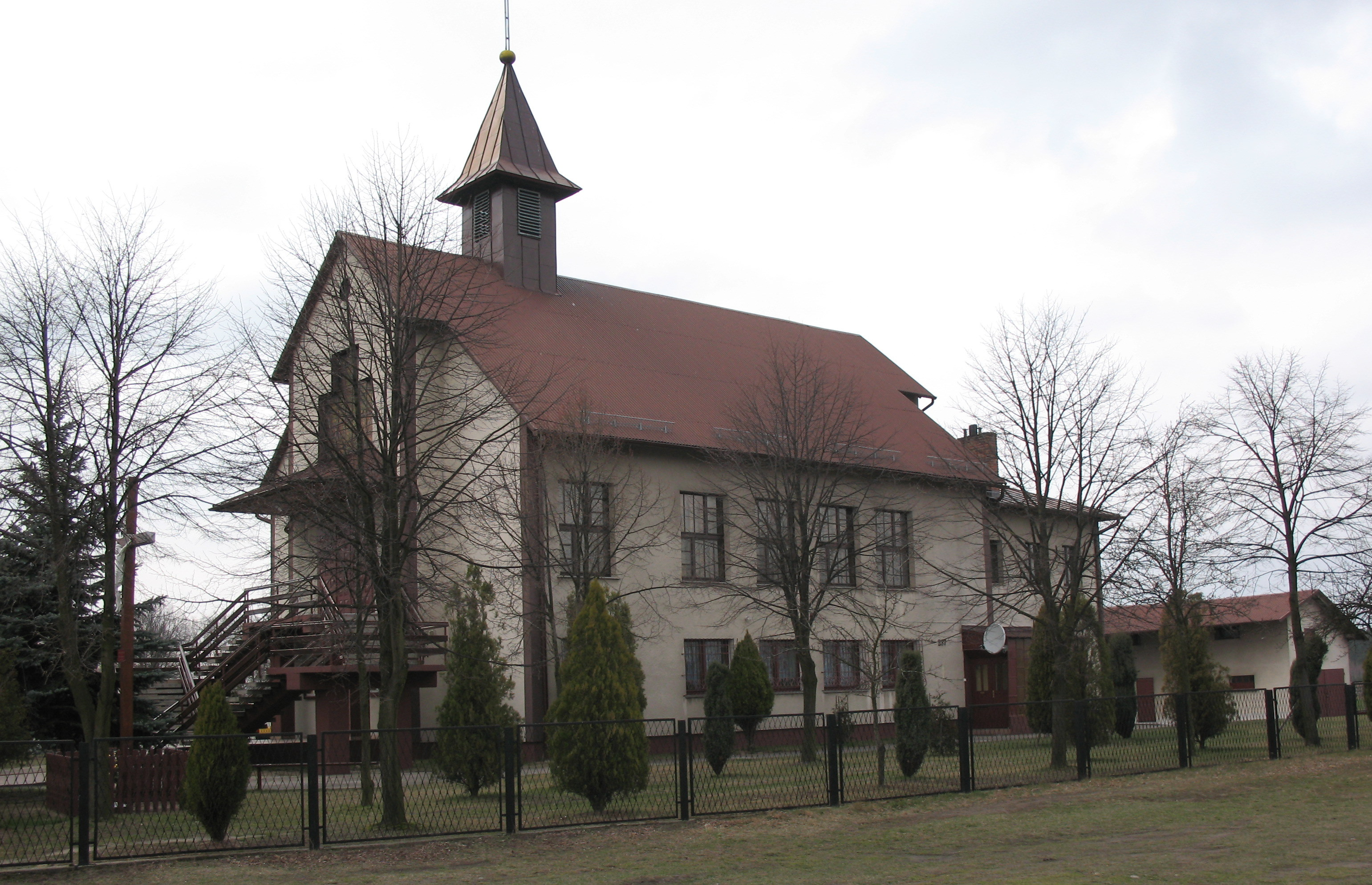
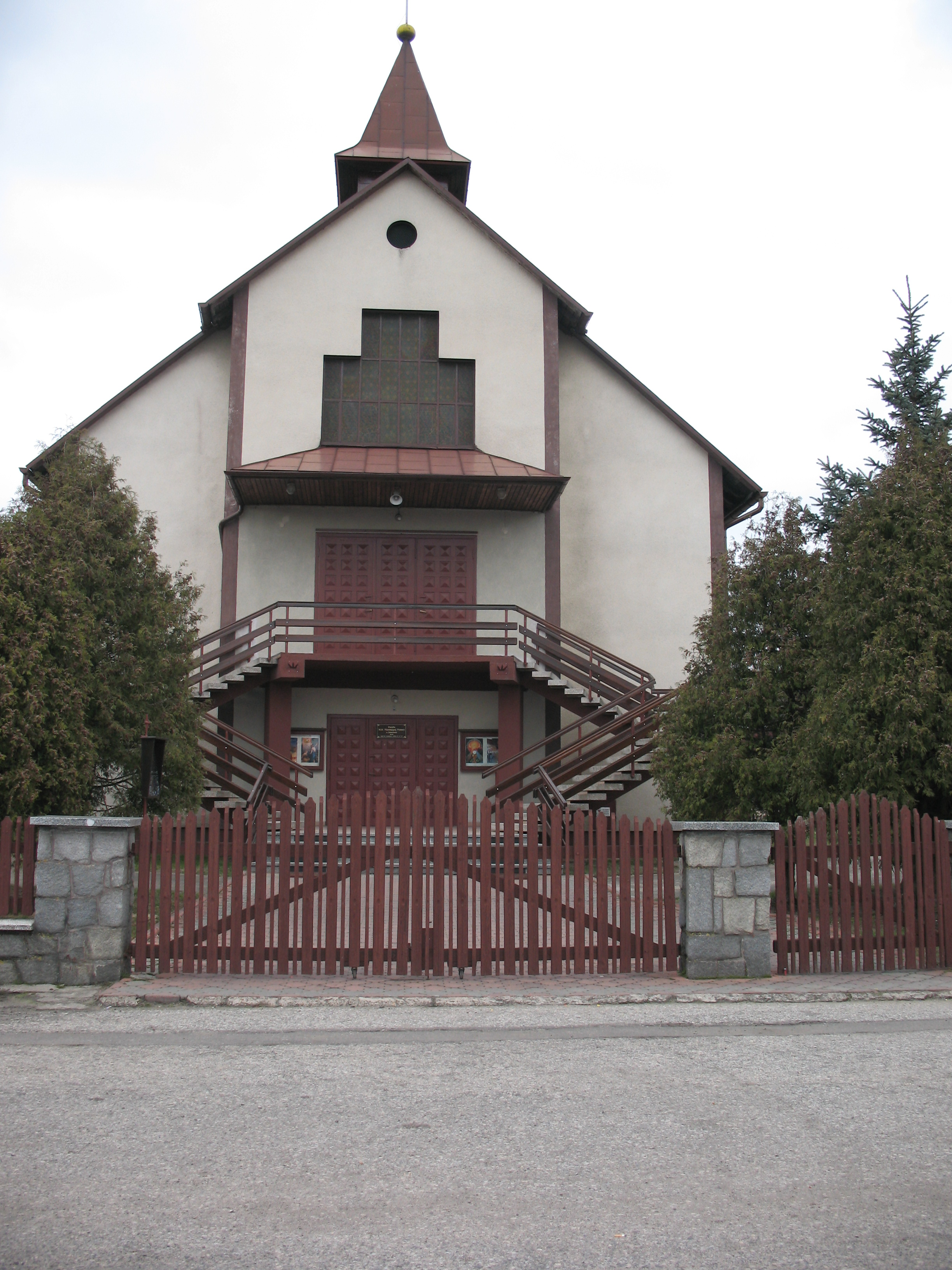